# هيرا هيلمار
هيرا هيلمار هي ممثلة أيسلندية، ولدت في 27 ديسمبر 1988 في آيسلندا. إشتهرت بسبب أدائها لدور فانيسا في مسلسل شياطين دا فينشي. تم ترشيحها لجائزة إيدا (Edda) الآيسلندية سنة 2007 عن دورها في فيلم العاصفة الهادئة (The Quiet Storm)  هيلمار أدت أول بطولة مطلقة لها عن دورها في فيلم محركات قاتلة.
تخرجت هيلمار من أكاديمية لندن للموسيقى والفن الدرامي سنة 2011
وهي ابنة الممثلة ثوراي سيكثورسدوتير والمخرج الآيسلندي هيلمار أودسون.

## أعمال

### أفلام
- (2012) آنا كارينينا[5][6]
- (2018) محركات قاتلة[7]

### مسلسلات
- شياطين دا فينشي
- SEE 2019

## وصلات خارجية
- هيرا هيلمار على موقع IMDb (الإنجليزية)
- هيرا هيلمار على موقع روتن توميتوز (الإنجليزية)
- هيرا هيلمار على موقع قاعدة بيانات الأفلام العربية
- هيرا هيلمار على موقع ألو سيني (الفرنسية)
- هيرا هيلمار على موقع أول موفي (الإنجليزية)
- هيرا هيلمار على موقع قاعدة بيانات الفيلم (الإنجليزية)
- هيرا هيلمار على موقع كينوبويسك (الروسية)